# Thắt lưng treo

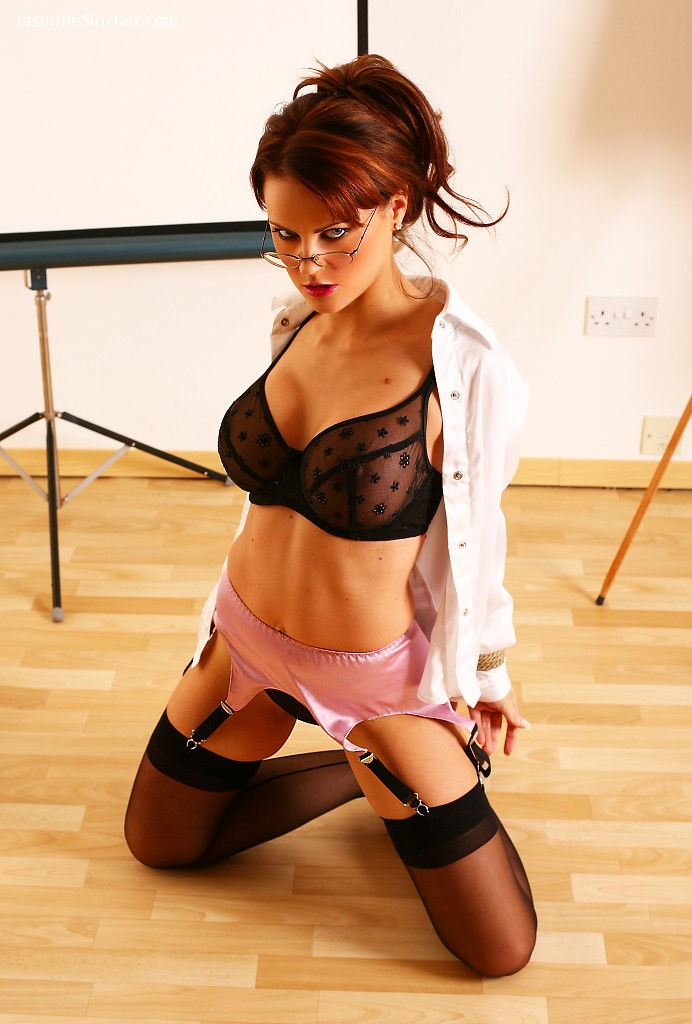
Người mẫu Anh Jasmine Sinclair trong trang phục dùng thắt lưng treo.

Thắt lưng treo hay đai treo là một phần gắn kết với đồ lót của nữ. Thắt lưng treo được đeo quanh eo, nối liền các dây treo gắn kết bên dưới và kéo phần vớ mang ở đôi chân. Thắt lưng và phần dây treo có thể được dệt liền với nhau, nhưng thường được gắn với các đai nối có thể gỡ bỏ. Thắt lưng treo thường được làm bằng ren hoặc lụa mịn, đến thế kỷ 20, các chất liệu khác được sử dụng như ni lông, viscose, lurex, nhựa, lycra.
Thắt lưng treo được sử dụng kết hợp với quần lót. Việc sử dụng chúng thể hiện như một biểu tượng của hành vi gợi cảm ở phụ nữ.